# Christopher Karlsson
Christopher Karlsson, tidigare John Christopher Rangne, född 5 april 1970 i Västerhaninge, är en svensk podcastpratare, politiker och f.d nazist. Karlsson har bakgrund som framstående skinhead i Stockholms vit makt-miljöer och ledare av Vitt Ariskt Motstånd (VAM) tillsammans med Klas Lund Idag är Karlsson främst känd som styrelseledamot i partiet Framåt Sverige, samt deltagare i partiets podcast C & C Podd.
Till uppmärksammade händelser i Christopher Karlssons liv hör att han tillsammans med Klas Lund rånade en bank i Vemdalen i juli 1991. Han förklarade i rätten 1992 sitt agerande genom att hänvisa till rasideologiska politiska motiv: "Det pågår ett rasligt självmord i alla vita nationer. Det föds inte tillräckligt med barn, aborter tillåts, folk importeras och drogmissbruk och annan dekadens uppmuntras" Detta uttalande inspirerade bandet Vit Aggression till låten Död åt ZOG!, på musikalbumet med samma namn. Karlsson dömdes vid detta tillfälle till fängelse för väpnat rån.
Efter tiden som aktiv i VAM var Christopher Karlsson, från frigivningen 1995, ledare för den nazistiska grupperingen Nationella Alliansen, med säte i Vasastan i Stockholm.